# 웬일이니
"웬일이니"는 한국에서 제작된 진준랑 감독의 1983년 영화이다. 하원 등이 주연으로 출연하였고 정창화 등이 제작에 참여하였다.

## 출연

### 주연
- 하원
- 박효근
- 이혜연
- 김순천

## 기타
- 조명: 박창순
- 녹음: 유창국